# 我孫子健一
我孫子 健一（あびこ けんいち、1931年6月13日 - ）は、日本の地方公務員、航空実業家。北海道副知事、北海道住宅供給公社理事長、北海道空港代表取締役社長、北海道国際航空会長、北海道経済連合会副会長などを歴任した。日本棋院普及功労賞受賞。瑞宝中綬章受章。

## 人物・経歴
北海道札幌南高等学校を経て、1954年北海道大学経済学部卒業、北海道庁入庁。1972年開発調整部参事。1977年開発調整部次長。1980年上川支庁長。1983年開発調整部長。1987年北海道副知事。1991年北海道住宅供給公社理事長。1994年北海道空港代表取締役社長。2000年北海道国際航空会長、北海道経済連合会副会長、北海道観光連盟会長。2002年北海道空港相談役。高橋はるみ北海道知事後援会北海道を愛するみんなの会会長、伊達忠一連合後援会会長、高木宏寿事務所選挙対策本部長、長谷川岳連合後援会会長、日本棋院北海道本部理事長、北海道大学経済学部同窓会会長なども歴任した。2014年第35回日本棋院普及功労賞受賞。

## 栄典
2016年11月 秋の叙勲で地方自治功労により瑞宝中綬章を受章